# Ishioka
Ishioka (japanska: 石岡市?, Ishioka-shi) är en stad i Ibaraki prefektur i Japan. Staden grundades den 11 februari 1954, och den 11 oktober 2005 förenades grannkommunen Yasato med Ishioka. 